# Церковь Святых Петра и Павла (Никопол)

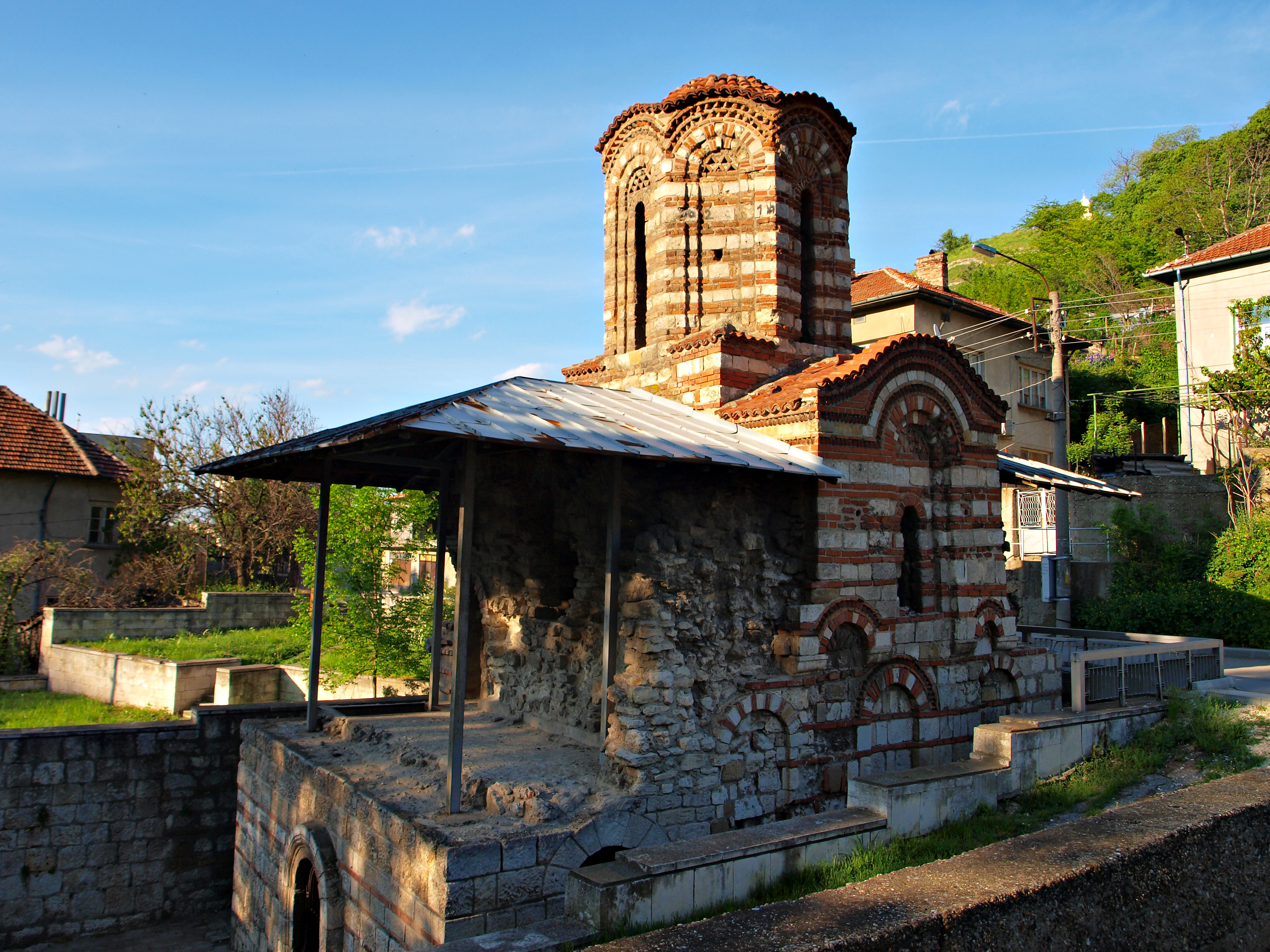
Вид на церковь

Церковь Святых Петра и Павла (болг. църква „Свети свети Петър и Павел“) — частично сохранившаяся средневековая православная церковь в городе Никопол, в Плевенской области (Болгария), на южном берегу Дуная. Церковь была построена в XIII или XIV веке и украшена кирпичными и мраморными узорами. Западная часть церкви (притвор) полностью разрушена.

## История и архитектура
Церковь Святых Петра и Павла известна местным жителям как «маленький монастырь» (болг. Манастирчето), возможно, потому, что когда-то она принадлежала ныне разрушенному средневековому монастырю. Расположенная ниже северо–восточной части средневековой крепости Никопола, церковь была датирована XIII или XIV веком, то есть временем Второго Болгарского царства (1185—1396/1422 годы). В этот период Никопол превратился в крупную болгарскую крепость на Дунае и культурный центр своего региона.
Здание представляет собой крестово-купольный храм, а её целла имеет почти квадратную форму (10 на 7 метров). Церковь обладает одной апсидой и одним нефом, а ранее у неё было три купола. Продолговатый главный восьмиугольный купол сохранился, а два других, располагавшихся над притвором, были соответственно разрушены вместе с ним. Стены церкви были сложены из прямоугольных каменных блоков, чередующихся с двумя рядами красной кирпичной кладки. Более сложные каменные и кирпичные узоры украшают фасад и главный купол. Каждая из восьми сторон купола имеет арки. В отделке фасада использовался мрамор. Общий архитектурный стиль был уподоблен средневековым церквям Велико-Тырново и Несебыра.
Церковь Святых Петра и Павла, возможно, является той, на которую ссылается книжник XV века Владислав Грамматик в рассказе о перемещении мощей святого Иоанна Рыльского из Тырново обратно в Рильский монастырь в 1469 году. Однако учёный Бистра Николова считает, что связь далеко не однозначна, так как церковь из сочинений Владислава известна только как «церковь жупана Богдана» и располагалась в пределах Никопольской крепости.
Церковь входит в число памятников культуры Болгарии национального значения. Он был добавлен в список в 1927 году, с публикацией в издании «Държавен вестник».